# Lijst van Eurocommissarissen voor Douane-unie
De functie van Europees commissaris voor Douane-unie is sinds het aantreden van de commissie-Malfatti (juli 1970) een functie binnen de Europese Commissie. In de Commissie-Von der Leyen viel het directoraat-generaal Belastingen en douane-unie onder de verantwoordelijkheid van de Commissaris voor Economie,

## Commissarissen
|  | Naam                 | Lidstaat            | Nationale partij   | Periode   | Commissies           |
|  | -------------------- | ------------------- | ------------------ | --------- | -------------------- |
|  | Altiero Spinelli     | Italië              | Onafhankelijk      | 1970-1973 | Malfatti Mansholt    |
|  | Finn Olav Gundelach  | Denemarken          | Onafhankelijk      | 1973-1977 | Ortoli               |
|  | Étienne Davignon     | België              | Onafhankelijk      | 1977-1981 | Jenkins              |
|  | Karl-Heinz Narjes    | Duitsland           | CDU                | 1981-1985 | Thorn                |
|  | Arthur Cockfield     | Verenigd Koninkrijk | Conservative Party | 1985-1989 | Delors I             |
|  | Christiane Scrivener | Frankrijk           | PR                 | 1989-1995 | Delors II Delors III |
|  | Mario Monti          | Italië              | Onafhankelijk      | 1995-1999 | Santer               |
|  | Geen commissaris     |                     |                    | 1999-2004 | Prodi                |
|  | László Kovács        | Hongarije           | MSzP               | 2004-2010 | Barroso I            |
|  | Algirdas Šemeta      | Litouwen            | TS - LKD           | 2010-2014 | Barroso II           |
|  | Pierre Moscovici     | Frankrijk           | PS                 | 2014-2019 | Juncker              |
|  | Paolo Gentiloni      | Italië              | PD                 | 2019-     | Von der Leyen        |

Altiero Spinelli (1970-73) · Finn Olav Gundelach (1973-77) · Étienne Davignon (1977-81) · Karl-Heinz Narjes (1981-85) · 
 Francis Arthur Cockfield (1985-89) · Christiane Scrivener (1989-95) · Mario Monti (1995-99) · László Kovács (2004-10) · Algirdas Šemeta (2010-14) · Pierre Moscovici (2014-)